# Maronitas
Os Maronitas (em árabe: الموارنة; em siríaco:  ܡܖ̈ܘܢܝܐ) são um grupo etnorreligioso cristão nativo do Mediterrâneo Oriental e da região do Levante no Oriente Médio, cujos membros tradicionalmente pertencem à Igreja Maronita, com a maior concentração residindo há muito tempo na região do Monte Líbano, atual Líbano. A Igreja Maronita é uma Igreja Católica Oriental sui iuris em plena comunhão com o Papa e o restante da Igreja Católica, cujos membros também incluem maronitas não étnicos.
Os maronitas derivam seu nome do santo cristão siríaco Maron, alguns de cujos seguidores, originários de Antioquia, migraram para a região do Monte Líbano e estabeleceram o núcleo da Igreja Siríaca Maronita Antioquina. O cristianismo no Líbano tem uma história longa e contínua. As escrituras bíblicas afirmam que Pedro e Paulo evangelizaram os fenícios, a quem eles filiaram ao antigo patriarcado de Antioquia. A propagação do cristianismo no Líbano foi muito lenta onde o paganismo persistiu, especialmente nas fortalezas do Monte Líbano. São Maron enviou Abraão de Cirro, referido como o Apóstolo do Líbano, para converter a ainda significativa população pagã do Líbano ao cristianismo.
Os primeiros maronitas eram semitas helenizados, nativos da Síria bizantina que falavam grego e siríaco, mas identificados com a população de língua grega de Constantinopla e Antioquia. Eles conseguiram manter um status independente no Monte Líbano e em seu litoral após a conquista muçulmana do Levante, mantendo sua religião cristã e até mesmo a distinta língua aramaica ocidental até o século XIX.
A emigração em massa para as Américas no início do século 20, a fome durante a Primeira Guerra Mundial que matou cerca de um terço a metade da população, a guerra civil do Monte Líbano em 1860 e a Guerra Civil Libanesa entre 1975 e 90 diminuíram muito seus números no Levante; apesar disso, os maronitas formam mais de um quarto da população total do Líbano moderno. Embora concentrados no Líbano, os maronitas também marcam presença em nações vizinhas, bem como uma parte significativa da diáspora libanesa nas Américas, Europa, Austrália e África.
A Igreja Siríaca Maronita de Antioquia, sob o Patriarca de Antioquia, tem filiais em quase todos os países onde vivem as comunidades cristãs maronitas, tanto no Levante quanto na diáspora libanesa.
Os maronitas e os drusos fundaram o Líbano moderno durante ocupação otomana no início do século 18, através do sistema conhecido como "dualismo maronita-druso".

## História

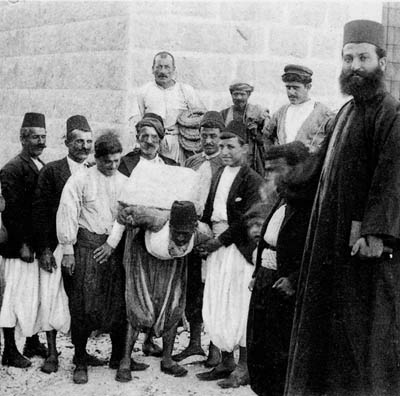
Aldeões maronitas construindo uma igreja na região do Monte Líbano, década de 1920.

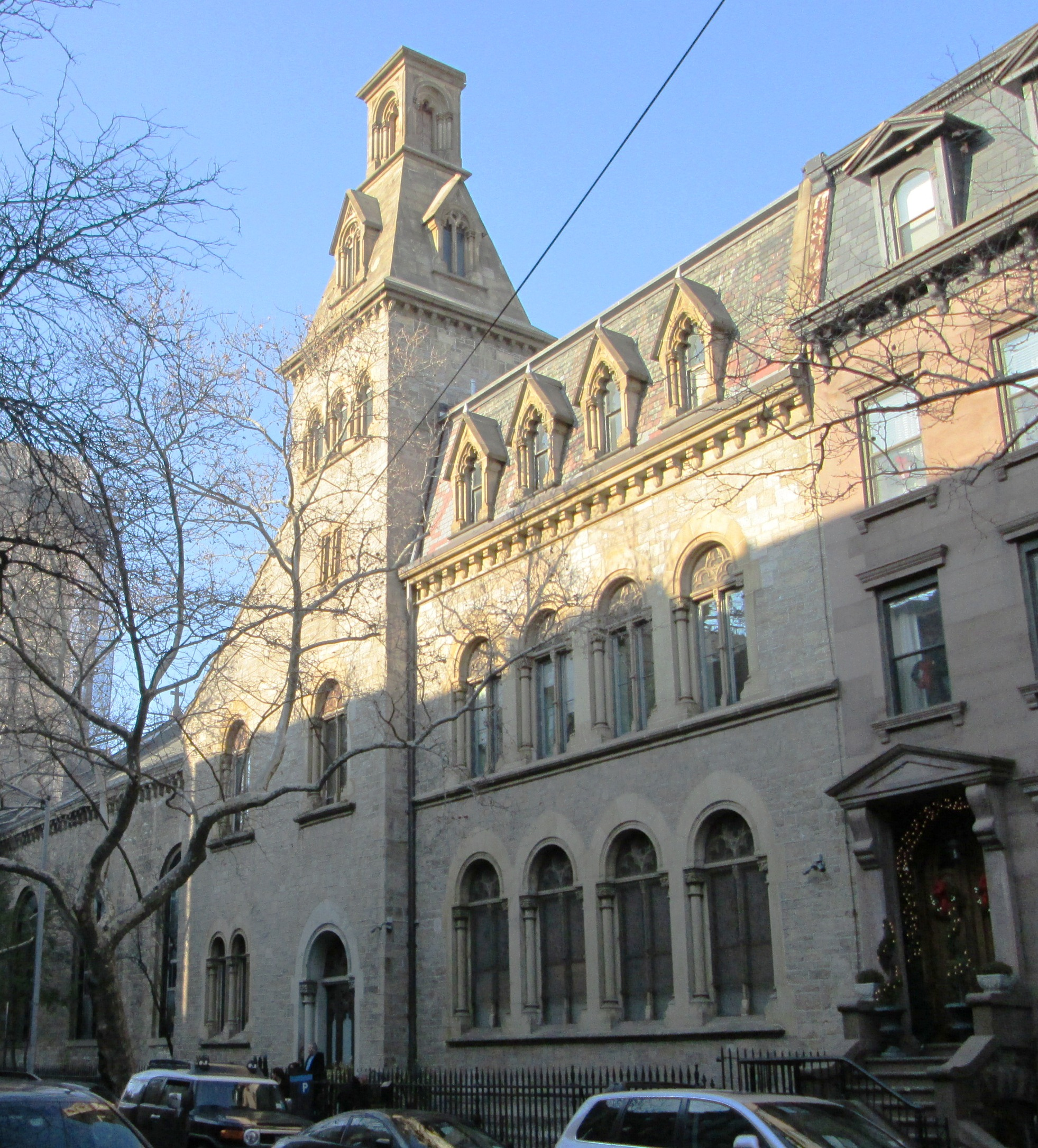
Catedral Nossa Senhora do Líbano no Brooklyn, Nova York.

A herança cultural e linguística do povo libanês é uma mistura de elementos fenícios nativos e culturas estrangeiras que passaram a governar a terra e seu povo ao longo de milhares de anos.
Embora o cristianismo existisse na Fenícia romana desde a época dos apóstolos, os cristãos eram uma minoria entre a maioria dos pagãos na época. Muito poucos templos romanos na Fenícia foram construídos nas cidades costeiras, daí a razão do reinado do paganismo no interior da terra.
O movimento maronita chegou ao Líbano quando em 402 a.C. o primeiro discípulo de São Maron, Abraão de Cirro, percebeu que havia muitos não-cristãos no Líbano e então partiu para converter os habitantes fenícios das áreas costeiras e montanhosas do Líbano, introduzindo-os ao caminho de São Maron. Muitos pagãos fenícios se tornaram cristãos maronitas. Os maronitas conseguiram então se tornar uma civilização semiautônoma nos vales do Líbano.
Durante o papado do Papa Gregório XIII (1572-1585), foram tomadas medidas para aproximar ainda mais os maronitas de Roma. O Colégio Maronita em Roma (Pontificio Collegio dei Maroniti) foi fundado por Gregório XIII em 1584. Por volta do século XVII, os Maronitas desenvolveram uma forte adoração pela Europa – particularmente pela França.

## População

### Líbano
De acordo com a Igreja Maronita, haviam aproximadamente 1 062 000 maronitas no Líbano em 1994, constituindo até 32% da população. De acordo com o Pacto Nacional entre os vários líderes políticos e religiosos do Líbano, o presidente do país deve ser um cristão maronita.

### Síria
Há também uma pequena comunidade cristã maronita na Síria. Em 2017, o Anuário Pontifício informou que 3 300 pessoas pertenciam à Arquieparquia de Alepo, 15 000 na Arquieparquia de Damasco e 45 000 na Eparquia de Lataquia). Em 2015, a BBC colocou o número de maronitas na Síria entre 28 000 e 60 000.

Divisão entre os principais grupos de cristãos siríacos.

### Chipre
Os maronitas migraram pela primeira vez para Chipre no século 8, e existem aproximadamente 5 800 maronitas na ilha hoje, a grande maioria na República de Chipre. A comunidade falava historicamente o árabe cipriota maronita, mas hoje os maronitas cipriotas falam a língua grega.

### Israel
Uma comunidade maronita de cerca de 11 000 pessoas vive em Israel. O Anuário Pontifício informou que 10 000 pessoas pertenciam à Arquieparquia Católica Maronita de Haifa.

### Diáspora
De acordo com a Enciclopédia dos Povos da África e do Oriente Médio, "não há números precisos disponíveis, mas é provável que a diáspora maronita de mais de 2 milhões de indivíduos seja cerca de duas vezes maior" do que a população maronita que vive em suas pátrias históricas em Líbano, Síria e Israel.
A Eparquia de San Charbel em Buenos Aires, Argentina, conta com 750 000 membros; a Eparquia Nossa Senhora do Líbano de São Paulo, Brasil, tinha 501 000 membros; a Eparquia de Saint Maron de Sydney, Austrália, tinha 152 300 membros; a Eparquia de Saint Maron de Montreal, Canadá, tinha 89 775 membros; a Eparquia de Nossa Senhora dos Mártires do Líbano no México tinha 159 403 membros; a Eparquia Nossa Senhora do Líbano de Los Angeles nos Estados Unidos tinha 46.000 membros; e a Eparquia de Saint Maron do Brooklyn nos Estados Unidos tinha 33.000 membros.

## Papel na política

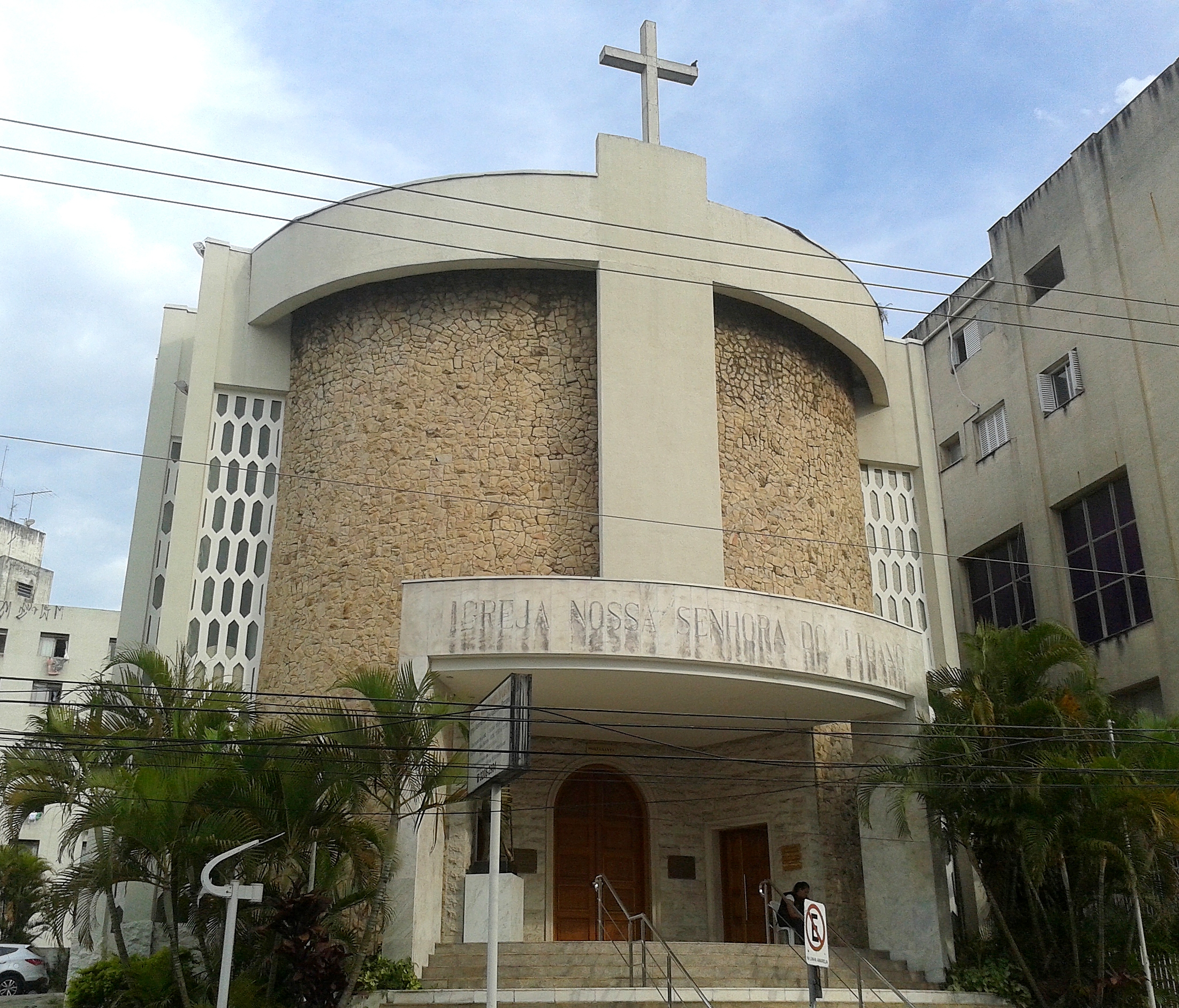
Igreja Nossa Senhora do Líbano, em São Paulo

Com apenas duas exceções, todos os presidentes libaneses foram maronitas como parte de uma tradição que persiste como parte do Pacto Nacional, segundo o qual o primeiro-ministro é historicamente um muçulmano sunita e o líder do parlamento é um muçulmano xiita.

## Identidade
Antes da conquista do Líbano pelos muçulmanos árabes, o povo libanês, incluindo aqueles que se tornaram muçulmanos e a maioria que permaneceria cristã, falava um dialeto do aramaico chamado siríaco. O siríaco continua sendo a língua litúrgica da Igreja Maronita. A questão de identidade entre os maronitas é controversa, mas pode ser dividida em três principais movimentos: o Fenicianismo, que rejeita o rótulo "árabe" e acredita que os maronitas descendem puramente dos fenícios; o Nacionalismo libanês; e por fim o movimento Pan-árabe.

### Fenicianismo
O fenicianismo é uma identidade por parte dos cristãos libaneses que se desenvolveu em uma ideologia integrada liderada por intelectuais e pensadores. Entre os líderes do movimento, Etienne Saqr, Said Akl, Charles Malik, Camille Chamoun e Bachir Gemayel foram nomes notáveis, alguns chegando a expressar opiniões antiárabes. Em seu livro, o escritor israelense Mordechai Nisan, que às vezes se encontrava com alguns deles durante a guerra, citou Said Akl, um famoso poeta e filósofo libanês, dizendo; "Eu cortaria minha mão direita mas não me associaria a um árabe."  Akl acreditava em enfatizar o legado fenício do povo libanês e promoveu o uso do dialeto libanês escrito em um alfabeto latino modificado, em vez do árabe, embora ambos os alfabetos descendam do alfabeto fenício.
O fenicianismo ainda é contestado por muitos estudiosos arabistas que, ocasionalmente, tentaram convencer seus adeptos a abandonar suas afirmações como falsas e, em vez disso, abraçar e aceitar a identidade árabe. Acredita-se que esse conflito de ideias de identidade seja uma das principais disputas entre as populações muçulmana e cristã do Líbano e o que principalmente divide o país em detrimento da unidade nacional.
Em geral, parece que os muçulmanos se concentram mais na identidade árabe da história e cultura libanesa, enquanto as comunidades cristãs - especialmente os maronitas - se concentram em sua história e lutas como um grupo etnorreligioso distinto da identidade árabe e do mundo árabe, ao mesmo tempo em que reafirmam a identidade libanesa, rejeitando sua caracterização como "árabe", pois isso lhes negaria sua conquista de ter defendido os árabes e turcos fisicamente, culturalmente e espiritualmente desde a sua concepção. A perseverança maronita fez com que existissem até hoje.
No período pós-guerra civil e desde o acordo de Taife, o fenicianismo é restrito a um pequeno grupo.

### Apoio à identidade libanesa

Bandeira do Líbano

Os libaneses maronitas são conhecidos por estarem especificamente ligados à raiz do Nacionalismo libanês e à oposição ao pan-arabismo no Líbano, sendo este o caso durante a crise libanesa de 1958 . Nacionalistas árabes muçulmanos apoiados por Gamel Abdel Nasser tentaram derrubar o então governo dominado pelos maronitas no poder, devido ao descontentamento com as políticas pró-ocidentais do governo e sua falta de compromisso e dever com a chamada "fraternidade árabe" ao preferir manter o Líbano longe da Liga Árabe e dos confrontos políticos do Oriente Médio.
Os Guardiões dos Cedros, uma milícia de direita, mas seculares, não assumiram nenhuma postura sectária e até contavam com membros muçulmanos que se juntaram em sua postura radical contra o arabismo e as forças palestinas no Líbano. O líder da milícia, Etienne Saqr resumiu a visão de seu partido sobre a identidade árabe em seu manifesto ideológico oficial, afirmando;
| “ | O Líbano continuará, como sempre, libanês sem rótulos. Os franceses passaram por ela, mas ela permaneceu libanesa. Os otomanos o governaram e ele permaneceu libanês. Os ventos fedorentos do arabismo sopram por ela, mas o vento vai murchar e o Líbano continuará sendo libanês. Eu não sei o que será dessas pessoas miseráveis que afirmam que o Líbano é árabe quando o arabismo desaparecer do mapa do Oriente Médio e um novo Oriente Médio surgir, limpo de árabes e do pan-arabismo. | ” |

Etienne Sakr também respondeu em uma entrevista: "Nós não somos árabes" a uma pergunta sobre a ideologia dos Guardiões dos Cedros do Líbano ser libanesa. Ele continuou falando sobre como descrever o Líbano como não sendo árabe era um crime no atual Líbano e descrevendo o arabismo como sendo um primeiro passo para o islamismo, alegando que "os árabes querem anexar o Líbano" e em para fazer isso "para expulsar os cristãos", sendo este "o plano desde 1975", entre outras questões.

### Apoio à identidade árabe
Durante uma sessão final do Parlamento libanês, um parlamentar maronita do Movimento Marada se declarou como árabe: "Eu, o árabe cristão libanês maronita, neto do patriarca Estefan Doueihy, declaro meu orgulho de fazer parte da resistência de nosso povo no sul.
O diácono maronita Soubhi Makhoul, do Exarcado Maronita de Jerusalém, disse: "Os maronitas são árabes, fazemos parte do mundo árabe".

## Perseguição
Os maronitas foram perseguidos continuamente durante o período das conquistas árabes do Oriente Médio e sob o domínio do Império Otomano. A Grande Fome do Monte Líbano, ocorrida entre 1915 e 1918, foi causada por múltiplos fatores; uma era a política otomana de adquirir todos os produtos alimentícios da região para serem usados no exército e na administração otomana, e proibir o envio de alimentos à população cristã maronita do Monte Líbano, condenando-os efetivamente à fome. A morte de 200.000 cristãos maronitas e outras pessoas do Monte Líbano foi principalmente devido à fome e doenças. Foi sugerido na época que a fome dos maronitas era uma política otomana destinada a destruir os maronitas, similar ao tratamento dado aos armênios, assírios e gregos.
Os cristãos maronitas sentiam-se alienados, excluídos e alvos como resultado do pan-arabismo e do islamismo no Líbano. Entre os ataques históricos à comunidade está o massacre de Damour pela OLP. Os monges maronitas sustentam que o Líbano é sinônimo de história e tradição maronita; que seu maronitismo é anterior à conquista árabe do Líbano e que o arabismo é apenas um acidente histórico. Os maronitas também sofreram perseguição em massa sob os turcos otomanos, que massacraram e maltrataram os maronitas por sua fé, proibindo-os de possuir cavalos e forçando-os a usar apenas roupas pretas. Apesar disso, os maronitas emergiram como o grupo mais dominante no Líbano, posição que mantiveram até o conflito sectário que resultou na Guerra Civil Libanesa.